# 隆吐山
隆吐山（英語：Lintu, Lungthung）是位於現印度錫金邦與西孟加拉邦邊境的一座山。
隆吐山在絲綢之路上，是從印度大吉嶺入藏的必經之路，離大吉嶺40英里，離藏印邊境的則里拉山口7英里。

## 歷史

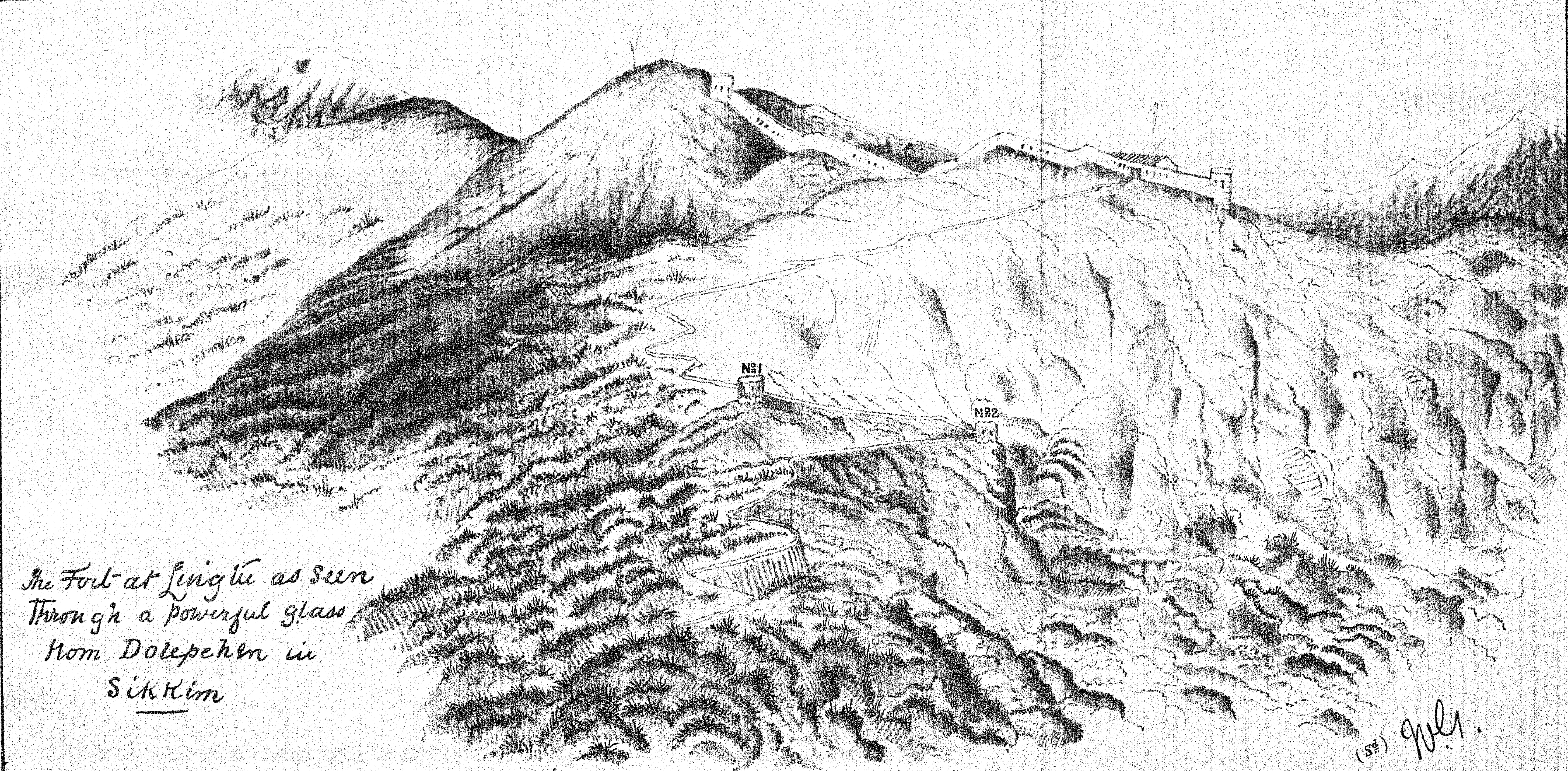
隆吐山1887年素描

英國在1861年與錫金簽訂條約取得築路權後，修建了此山通往則里拉山口的道路。1886年，藏軍在此山海拔12,617英尺處用石頭建立碉堡炮台，控制了這條道路。1888年英藏之間爆發隆吐山戰役。
離隆吐山不到一公里的Thambi View Point是遊客看世界第三高峰干城章嘉峰日出的景點。